# Oblasti u Ukrajini
Ukrajina je podijeljena na 24 administrativne jedinice koje se nazivaju oblastima (ukr. область/oblast). Oblasti se dijele na manje jedinice koje se nazivaju rajonima. Svaka oblast ima velike gradove od kojih njih nekoliko ima veći administrativni stupanj, također oblast ima male gradove te na kraju naselja (sela).
Većina se ukrajinskih oblasti naziva prema oblasnom središtu (npr. Lavovska oblast po grado Lavovu). Uz to, još se tradicionalno na korijen riječi oblasnog središta dodaje sufiks –ščin- i na taj način su nastali tradicionalni nazivi poput Odeščina (ukr.: Odeshchyna), Kijevščina (ukr.:Kyivshchyna)(usp. hrv. Labinština).
Iznimka tog pravila su Volinjska i Zakarpatska oblast sa središtima u Lucku i Užgorodu. Kijev kao glavni grad je administrativno zasebna jedinica koja je ujedno i središte istoimene oblasti. Oblasno središte je najčešće najveći i najrazvijeniji grad u regiji.
Površinom najveća je Odeška oblast koja ima 33.310 km², a najmanja Černovačka oblast s 8.097 km². Brojem stanovnika najveća ukrajinska oblast je Donjecka oblast u kojoj živi 4.841.100 stanovnika, dok je najmanja Černovačka oblast koja ima 922.800 stanovnika.
| Naziv oblasti           | Grb | Broj rajona | Površina км² | Naselja | Administrativni centar | Broj stanovnika oblasti prema popisu iz 2001. godine |
| ----------------------- | --- | ----------- | ------------ | ------- | ---------------------- | ---------------------------------------------------- |
| Čerkaška oblast         |     | 20          | 20.900       | 1.341   | Čerkasi                | 1.402.900                                            |
| Černihivska oblast      |     | 22          | 31.865       | 1.152   | Černihiv               | 1.245.300                                            |
| Černivecka oblast       |     | 11          | 8.097        | 908     | Černivci               | 922.800                                              |
| Dnjipropetrovska oblast |     | 22          | 31,914       | 3.533   | Dnjipro                | 3.567.600                                            |
| Donjecka oblast         |     | 18          | 26,517       | 4.581   | Donjeck                | 4.841.100                                            |
| Harkivska oblast        |     | 27          | 31,415       | 2.829   | Harkiv                 | 2.895.800                                            |
| Hersonska oblast        |     | 18          | 28,461       | 1.142   | Herson                 | 1.175.100                                            |
| Hmeljnička oblast       |     | 20          | 20,600       | 1.373   | Hmeljnycki             | 1.430.800                                            |
| Ivano-Frankivska oblast |     | 14          | 13,928       | 1.388   | Ivano-Frankivsk        | 1.381.700                                            |
| Kijevska oblast         |     | 25          | 28,131       | 1.763   | Kijev                  | 1.827.900                                            |
| Kirovohradska oblast    |     | 21          | 24,588       | 1.067   | Kropyvnyckyj           | 1.133.100                                            |
| Lavovska oblast         |     | 20          | 21,833       | 2.577   | Lavov                  | 2.626.500                                            |
| Luganska oblast         |     | 18          | 26,684       | 2.409   | Lugansk                | 4.841.100                                            |
| Mikolajivska oblast     |     | 19          | 24,598       | 1.219   | Mykolajiv              | 1.264.700                                            |
| Odeška oblast           |     | 26          | 33,310       | 2.402   | Odesa                  | 2.469.000                                            |
| Poltavska oblast        |     | 25          | 28,748       | 1.554   | Poltava                | 1.630.100                                            |
| Rivanjska oblast        |     | 16          | 20,047       | 1.156   | Rivne                  | 1.173.300                                            |
| Sumska oblast           |     | 18          | 23,834       | 1.226   | Sumi                   | 1.299.700                                            |
| Ternopiljska oblast     |     | 17          | 13,823       | 1.112   | Ternopilj              | 1.142.400                                            |
| Vinička oblast          |     | 27          | 26,513       | 1.701   | Vinica                 | 1.772.400                                            |
| Volinjska oblast        |     | 16          | 20,143       | 1.040   | Luck                   | 1.060.700                                            |
| Zakarpatska oblast      |     | 13          | 12,777       | 1.245   | Užgorod                | 1.254.614                                            |
| Zaporiška oblast        |     | 20          | 27,180       | 1.861   | Zaporižja              | 1.877.200                                            |
| Žitomirska oblast       |     | 23          | 29,900       | 1.330   | Žitomir                | 1.299.000                                            |